# Xanthoparmelia yowaensis
Xanthoparmelia yowaensis är en lavart som beskrevs av Elix & J. Johnst. Xanthoparmelia yowaensis ingår i släktet Xanthoparmelia och familjen Parmeliaceae.   Inga underarter finns listade i Catalogue of Life.